# Lundenburg-Nikolsburg-Grußbacher Eisenbahn
Die k.k. privilegierte Lundenburg-Nikolsburg-Grußbacher Eisenbahn war ein privates Eisenbahnunternehmen in Österreich. Sie war Eigentümer der Strecken Lundenburg–Grußbach und Neusiedl-Dürrnholz–Zellerndorf in Südmähren und Niederösterreich. Der Sitz der Gesellschaft war in Wien.

## Geschichte
Nach dem beendeten Privilegiumsstreit mit der k.k. priv. Staatseisenbahngesellschaft (StEG) war die ausschl. priv. Kaiser Ferdinands-Nordbahn (KFNB) bestrebt, den dadurch erlittenen Einflussverlust wieder auszugleichen. Die Verbindung zwischen Lundenburg und Grußbach sollte ein neues Verkehrsgebiet erschließen und dabei auch die Konkurrenz der StEG begrenzen. Letztlich überwand man das Konkurrenzverhältnis, in dem man einen gemeinsamen Tarifvertrag abschloss. In dem Zusammenhang rückte die KFNB von ihrem Plan zum Bau der Strecke ab.
In der Folge interessierten sich verschiedene private Investoren für das Projekt. Die Konzession zum Bau der Strecke erhielten am 4. September 1870 die Herren Dr. Adolf Weiß und Dr. Maximilian Steiner. Binnen sechs Monaten sollte mit dem Bau begonnen, binnen weiterer zwei Jahre sollte „die fertige Bahn dem öffentlichen Verkehre übergeben“ werden. Der Unterbau war zunächst nur für ein Gleis vorzusehen. Die Anlage eines zweiten Gleises war gesetzlich gefordert, wenn der jährliche Rohertrag pro Meile in zwei aufeinanderfolgenden Jahren 180.000 Gulden überschreitet.
Die k.k. priv. Lundenburg-Nikolsburg-Grußbacher Eisenbahn konstituierte sich am 27. Juli 1871 in Wien. Am 29. Juli 1871 wurde sie am Wiener Handelsgericht in das Handelsregister eingetragen. Das Kapital der Gesellschaft betrug insgesamt 4.500.000 Gulden, je zur Hälfte in Aktien bzw. Prioritätsobligationen. Die Aktien hatten einen Nominalwert von je 200 Gulden. Die KFNB erwarb Anteilsscheine im Wert von 624.000 Gulden. Die Geldmittel stammten aus dem Verkauf der Strecke Wien–Stockerau an die k.k. priv. Österreichische Nordwestbahn (ÖNWB), die nach einer Forderung der Regierung in den Bau neuer Strecken investiert werden mussten. Die KFNB erhielt dafür zwei Sitze im Verwaltungsrat.
Eröffnet wurde die Strecke konzessionsgemäß am 30. Dezember 1872. Den Betrieb führte die k.k. priv. Kaiser Ferdinands-Nordbahn (KFNB) für Rechnung der Eigentümer aus. Die Verwaltung der Bahn übernahm das Zentralbüro der k.k. priv. Ostrau-Friedlander Eisenbahn, die ebenso im Betrieb der KFNB stand.
Am 27. April 1872 erhielt der Generaldirektor der ÖNWB, Dr. Groß zusammen mit der Firma Gebrüder Gutmann und dem Mitkonzessionär der Lundenburg-Nikolsburg-Grußbacher Eisenbahn, Dr. Steiner, die Vorkonzession für eine Strecke Neusiedl–Laa–Zellerndorf. Zur Sicherung des direkten Anschlusses an die Strecken der ÖNWB erwarb die Lundenburg-Nikolsburg-Grußbacher Eisenbahn die Konzession und baute die Strecke nach Zellerndorf letztlich in eigener Regie. Die Strecke wurde einschließlich einer Verbindungsschleife zur Strecke Wien–Brünn der StEG in Laa an der Thaya am 8. Dezember 1873 eröffnet.
Die Lundenburg-Nikolsburg-Grußbacher Eisenbahn konnte trotz ihrer Streckenerweiterung keinen durchgehenden Verkehr an sich ziehen. Der Bau der Strecke nach Zellerndorf hatte die Gesellschaft finanziell stark belastet, so dass die für einen ertragreichen Durchgangsverkehr benötigte Erweiterung der Strecke auf ungarisches Gebiet nach Tyrnau (heute: Trnava/Slowakei) zum Anschluss an die Waagtalbahn (Vágvölgyi vasút) unausgeführt blieb. Am 1. März 1874 war die Gesellschaft zahlungsunfähig. Zur Sanierung war eine Übernahme durch die ÖNWB für 5,35 Mio. Gulden vorgesehen, die nicht zustande kam. Am 14. Juli 1874 kündigte die KFNB den Betriebsvertrag, womit eine gänzliche Verkehrseinstellung drohte. Auf Druck des Handelsministeriums übernahm die ÖNWB pachtweise für zwei Jahre die Betriebsführung, eine vollständige Übernahme scheiterte angesichts der ungünstigen finanziellen Bedingungen erneut. Am 27. Jänner 1876 erwarb die KFNB die Lundenburg-Nikolsburg-Grußbacher Eisenbahn für nur noch 1,7 Mio. Gulden.
Mit dem Auslaufen des Betriebsvertrages mit der ÖNWB ging die Gesellschaft am 15. April 1876 vollständig in der KFNB auf. Nach der Liquidation des Unternehmens blieben nach Abzug der unbeglichenen Betriebskosten nur noch zwei Gulden pro Anteilsschein übrig, die an die Aktionäre ausbezahlt wurden.

## Strecken
Das Streckennetz der Lundenburg-Nikolsburg-Grußbacher Eisenbahn hatte eine Gesamtlänge von 92,911 Kilometer und gliederte sich in zwei selbständige Strecken und eine Verbindungsbahn:
- Lundenburg–Grußbach: 41,443 km
- Neusiedl-Dürrnholz–Zellerndorf: 49,613 km
- Laa an der Thaya–Laa an der Thaya Stadt (Laaer Verbindungsbahn): 1,855 km

Die heute vollständig auf tschechischem Gebiet verlaufende Strecke Lundenburg–Grußbach (Břeclav–Hrušovany nad Jevišovkou) besteht noch und ist Teil einer durchgehenden Hauptbahnverbindung zwischen Břeclav und Znojmo (Znaim). Die Strecke Neusiedl-Dürrnholz–Zellerndorf wurde 1930 an der 1919 gezogenen neuen Staatsgrenze zwischen der Tschechoslowakei und Österreich unterbrochen und auf tschechischem Gebiet kurz darauf abgebaut. Heute besteht nur noch der Abschnitt zwischen Laa an der Thaya Stadt und Zellerndorf, auf dem der planmäßige Reiseverkehr im Jahr 1988 eingestellt wurde.